# Žametovka
Žametovka, tudi žametna črnina ali modra kavčina, je rdeča sorta vinske trte in istoimensko vino. Je avtohtona slovenska sorta. Na mariborskem Lentu raste 440 let stara trta te sorte, ki je najstarejša trta na svetu in je s tem atributom vpisana tudi v Guinessovi knjigi rekordov. Trta zori pozno, obrodi veliko grozdja in je izjemno odporna proti škodljivcem. Njeno vino spada v namizni razred in je sestavni del mnogih slovenskih vin: metliška črnina, cviček, rdeči bizeljčan, itd.